# Rai Italia
Rai Italia est une chaîne de télévision italienne qui appartient au groupe Rai. Elle diffuse des programmes en langue italienne à travers le monde via trois flux de programmes.

## Histoire de la chaîne
La chaîne est lancée sous le nom Rai International. Elle devient Raitalia en 2008 et 2009 avant de devenir Rai Italia.

## Identité visuelle

### Logos

Logo de Rai Italia du 2013 au 2017.
Logo de Rai Italia depuis 2017.

## Diffusion
Au Canada, plusieurs programmes de la RAI étaient diffusés par Telelatino depuis son lancement en 1984. Mais à la suite d'un changement dans la politique de RAI en 2003, toutes leurs émissions ont été retirées de la grille de TLN. Une demande a été déposée auprès du CRTC, avec le support de Rogers Communications et de la communauté italienne, afin de distribuer Rai International au Canada,.
En 2014, la chaîne Rai World Premium (it) est ajoutée.